# Show Me Love (Robin-Schulz-Lied)
Show Me Love (englisch etwa „Zeig mir Liebe“) ist ein Lied des deutschen DJs Robin Schulz, in Kooperation mit dem britischen Singer-Songwriter J.U.D.G.E. Das Stück ist die vierte Singleauskopplung aus seinem zweiten Studioalbum Sugar.

## Entstehung und Artwork
Geschrieben wurde das Lied von Richard Judge (J.U.D.G.E.), dem Produzenten-Trio Junkx (bestehend aus: Dennis Bierbrodt, Jürgen Dohr und Guido Kramer) sowie Robin Schulz. Produziert wurde die Single durch J.U.D.G.E. und Schulz, als Koproduzent fungierte das deutsche Produzententeam Junkx. Abmischung und Mastering erfolgten ebenfalls durch Junkx; das Mastering tätigten sie in Zusammenarbeit mit Michael Schwabe. Die Single wurde unter den Musiklabels Tonspiel und Warner Music Group veröffentlicht. Auf dem Cover der Maxi-Single ist – neben Künstlernamen und Liedtitel – Schulz’ Oberkörper, vor dem Hintergrund einer Skyline, zu sehen. Geschossen wurde das Coverbild von Ben Wolf, das Artwork stammt von Rocket & Wink.

## Veröffentlichung und Promotion
Die Erstveröffentlichung von Show Me Love erfolgte am 27. November 2015 in Deutschland, Österreich und der Schweiz. Die Maxi-Single wurde als 2-Track-Single veröffentlicht und beinhaltet eine Radio- und Extended Version von Show Me Love. Am 11. Dezember 2015 folgte die Veröffentlichung einer digitalen Remix-EP, diese beinhaltet insgesamt fünf Remix- und eine Instrumentalversion zu Show Me Love.
Um das Lied zu bewerben, folgte unter anderem ein Liveauftritt zur Hauptsendezeit während der Halbfinalshow der 5. Staffel von The Voice of Germany. Hierbei sangen alle Halbfinalisten ein Medley der letzten Singles von Schulz, wobei jedes Lied durch zwei Sänger interpretiert wurde. Show Me Love wurde durch die beiden „Team Andreas“-Mitglieder Tiffany Kemp und Ayke Witt gesungen. Das war bislang der einzige TV-Auftritt im deutschsprachigen Raum.
Remixversionen
1. Show Me Love (HUGEL Remix)
2. Show Me Love (Moguai Remix)
3. Show Me Love (Max Manie & KT Remix)
4. Show Me Love (Garry Ocean Remix)
5. Show Me Love (Spada Remix)
6. Show Me Love (Acoustic Version)

## Hintergrund
In einem Interview, das auf der Homepage von Warner Music zu lesen war, beschrieb J.U.D.G.E. die Zusammenarbeit mit Robin Schulz wie folgt:

„Als ich Robin das erste Mal traf, lernte ich sehr schnell, dass er Partys genau so liebt wie ich. Das ist die beste Basis für eine fruchtbare Kooperation. Mir war immer klar, dass dieser Song in den richtigen Händen riesig werden kann. Was Robin allerdings daraus gemacht hat, ist wirklich Wahnsinn. Ich kann es kaum erwarten, damit rauszugehen. Bring on the Party!“

## Inhalt
Der Liedtext zu Show Me Love ist in englischer Sprache verfasst; ins Deutsche übersetzt bedeutet der Titel „Zeige mir Liebe“. Die Musik und der Text wurden gemeinsam von Richard Judge (J.U.D.G.E.), dem Produzenten-Trio Junkx sowie Robin Schulz geschrieben. Musikalisch bewegt sich das Lied im Bereich der House- und Popmusik. Der Gesang des Liedes stammt alleine von J.U.D.G.E., Schulz wirkt lediglich als DJ.
| “Will you show me love as we get older, and I’m falling at your feet. After 30 years of service, and one to fit our need. Show me love as we grow colder, let our love provide the heat. And our older bones are missing, but our hearts will never meet.” – Refrain, Originalauszug | „Wirst du mich lieben wenn wir älter werden, wenn ich vor deine Füße falle. Nach 30 Dienstjahren und einem, um unsere Bedürfnisse zu stillen. Zeig mir deine Liebe während wir kälter werden, lass unsere Liebe die Wärme spenden. Und unsere älteren Knochen fehlen, aber unsere Herzen werden sich niemals treffen.“ – Refrain, Übersetzung |

## Musikvideo
Das Musikvideo zu Show Me Love wurde Anfang November in Berlin gedreht und feierte am 13. November 2015, auf YouTube, seine Premiere. Zu sehen ist ein Mann (gespielt von Matthias Ludwig) der von einem Laufband stürzt. Kurz darauf eilt eine Frau (gespielt von Arijana Antunovic) herbei, um ihm zu helfen. Als sie sich in die Augen sehen, ist es wie Liebe auf den ersten Blick. Es folgen diverse Date-Szenen, in denen beide das Pech magisch anziehen und jedes Mal etwas Dummes den beiden zustößt. Unter anderem stürzen sie durch die Straßen Berlins, laufen gegen Dinge, bringen Gegenstände zu Bruch, werden von einem Auto angefahren oder fallen sogar Treppen herunter. Selbst während des Sex fallen Bücher aus dem Regal und die beiden verletzen sich. Doch als die beiden gerade in der Wohnung tanzen und der Frau etwas Putz von der Decke auf den Kopf fällt, wird sie wütend. Er versucht die Situation zu retten, indem er ihr einen Fahrradhelm reicht, sie findet das nicht lustig und es entsteht ein Streit zwischen den beiden, wonach sie ihn aus der Wohnung wirft. Nach einem Monat Funkstille treffen sich die beiden zufällig in einem Straßencafé wieder. Als sich beide von ihrem Platz erheben schlägt plötzlich das Wetter zu einem heftigen Gewitter um. Gegenstände werden umher geschleudert und die Menschen um sie herum flüchten. Nur die beiden bleiben und kämpfen sich entgegen dem starken Sturm zueinander. Als sie zueinander gefunden haben, legt sich der Sturm und das Video endet mit den beiden, die sich küssen. Robin Schulz ist nur kurz gegen Ende des Videos, als Gast im Straßencafé, zu sehen. Die Gesamtlänge des Videos ist 4:32 Minuten. Regie führte, wie beim vorangegangenen Musikvideo zu Sugar, wieder Zak Stoltz. Bis heute zählt das Video über 16 Millionen Aufrufe bei YouTube (Stand: März 2021).

## Mitwirkende
| Liedproduktion - Richard Judge: Gesang, Komponist, Liedtexter, Musikproduzent - Junkx: Abmischung, Komponist, Koproduzent, Liedtexter, Mastering - Robin Schulz: DJ, Komponist, Liedtexter, Musikproduzent - Michael Schwabe: Mastering Artwork - Ben Wolf: Fotograf (Cover) | Unternehmen - EASYdoesit: Filmproduzent (Musikvideo) - Rocket & Wink: Artwork (Cover) - Tonspiel: Musiklabel - Warner Music Group: Musiklabel |

Musikvideo
- Arijana Antunovic: Schauspieler
- Geraldine Arnold: Design & Styling
- Falk Buchröder: Beleuchter
- Mario Clement: Creative Producer
- Jann Döppert: Kameramann
- Benjamin Erdenberger: Oberbeleuchter
- Wanja Götz: Stunt-Koordinator
- Sebastian von Gumpert: Head of Production
- Julian Hanschke: 2. Kameraassistent
- Nico Hauter: Color Grading
- Dimitri Hempel: 2. Kameraassistent
- Leo Hille: Co-Produzent
- Sarah Jansen: Co-Produzent
- Christoper Kane: Filmproduzent
- Marvin Kipke: Grip
- Lilo Klinkenberg: Styling
- Eva Lämmerzahl: Design & Styling
- Matthias Ludwig: Schauspieler
- Omid Minour: 2. Kameraassistent
- Holger Pohl: Design & Styling
- Juliane Polak: Haare, Schminke
- Sarah Ruhnow: Haare, Make Up
- Oliver Schorch: Beleuchter
- Michael Schneider: 1. Kameraassistent
- Felix Schwarz: 1. Kameraassistent
- Toni Schultz: Best Boy
- Dustin Emerson Straube: Filmeditor
- Zak Stoltz: Editor, Regisseur

## Kommerzieller Erfolg

### Chartplatzierungen
Show Me Love erreichte in Deutschland Position zwei der Singlecharts und konnte sich insgesamt zehn Wochen in den Top 10 und 28 Wochen in den Charts platzieren. Des Weiteren platzierte sich die Single sechs Wochen an der Chartspitze der deutschen Dancecharts sowie für drei Wochen an der Spitzenposition der Airplaycharts. In Österreich erreichte die Single Position vier und konnte sich insgesamt sechs Wochen in den Top 10 und 23 Wochen in den Charts halten. In der Schweiz erreichte die Single in 19 Chartwochen Position 12 der Charts. Die Single konnte sich bereits vor der offiziellen Veröffentlichung, aufgrund hoher Einzeldownloads, in den deutschen und österreichischen Singlecharts platzieren. 2015 platzierte sich Show Me Love in den deutschen Single-Jahrescharts auf Position 93. 2016 platzierte sich die Single auf Position 75 in den deutschen Single-Jahrescharts, sowie auf Position 71 in der Schweiz. Des Weiteren platzierte sich die Single eine Woche auf Position eins in Polen.
Für Schulz als Interpret ist dies bereits der achte Charterfolg in Deutschland und der Schweiz, sowie der siebte in Österreich. Es ist sein sechster Top-10-Erfolg in Deutschland und Österreich. Als Produzent ist es bereits sein sechster Charterfolg in Deutschland und der Schweiz, sowie der fünfte in Österreich. Es ist sein vierter Top-10-Erfolg in Deutschland und der Schweiz. Als Autor ist es bereits sein fünfter Charterfolg in Deutschland und der Schweiz, sowie sein vierter in Österreich. Es ist sein vierter Top-10-Erfolg in Deutschland und Österreich. Das Produzenten-Trio erreichte in ihrer Autorentätigkeit zum siebten Mal die deutschen Singlecharts sowie jeweils zum dritten Mal die Charts in Österreich und der Schweiz. Als Produzent ist es ihr fünfter Charterfolg in Deutschland sowie nach Sugar der zweite in Österreich und der dritte in der Schweiz. In beiden Tätigkeiten ist es jeweils nach Sugar ihr zweiter Top-10-Erfolg in Deutschland und Österreich. Für J.U.D.G.E. ist Show Me Love in allen Funktionen der weltweit erste Charterfolg.
| ChartsChartplatzierungen | Höchstplatzierung | Wochen |
| ------------------------ | ----------------- | ------ |
| Deutschland (GfK)        | 2 (28 Wo.)        | 28     |
| Österreich (Ö3)          | 4 (23 Wo.)        | 23     |
| Schweiz (IFPI)           | 12 (19 Wo.)       | 19     |

| ChartsJahrescharts (2015) | Platzierung |
| ------------------------- | ----------- |
| Deutschland (GfK)         | 93          |

| ChartsJahrescharts (2016) | Platzierung |
| ------------------------- | ----------- |
| Deutschland (GfK)         | 75          |
| Schweiz (IFPI)            | 71          |

### Auszeichnungen für Musikverkäufe
Im Juli 2017 wurde Show Me Love in Deutschland mit einer Platin-Schallplatte für über 400.000 verkaufte Einheiten ausgezeichnet. Es folgten die Verleihung einer Goldenen Schallplatte in Italien, Österreich und der Schweiz sowie eine Doppelplatin-Schallpatte in Polen. Für J.U.D.G.E. sind es die ersten Plattenauszeichnungen seiner Karriere. Insgesamt wurde die Single jeweils drei Mal mit Gold und Platin für über 495.000 Verkäufe ausgezeichnet.
| Land/Region        | Auszeichnungen für Musikverkäufe (Land/Region, Auszeichnung, Verkäufe) | Verkäufe |
| ------------------ | ---------------------------------------------------------------------- | -------- |
| Deutschland (BVMI) | Platin                                                                 | 400.000  |
| Italien (FIMI)     | Gold                                                                   | 25.000   |
| Österreich (IFPI)  | Gold                                                                   | 15.000   |
| Polen (ZPAV)       | 2× Platin                                                              | 40.000   |
| Schweiz (IFPI)     | Gold                                                                   | 15.000   |
| Insgesamt          | 3× Gold · 3× Platin ·                                                  | 495.000  |

Hauptartikel: Robin Schulz/Auszeichnungen für Musikverkäufe